# 安德烈·謝苗諾夫
安德烈·謝苗諾夫（俄语：Андрей Серге́евич Семёнов、1989年3月24日—）是俄羅斯的一位足球運動員，在場上司職後衛。他出身自莫斯科斯巴達足球俱樂部的青訓系統。2014年2月24日，他轉會至格羅茲尼捷列克足球俱樂部。2014年，他被選入俄羅斯國家足球隊的23人大名單，參加2014年世界杯足球賽的賽事。